# 칼 포퍼
칼 레이먼드 포퍼 경(영어: Sir Karl Raimund Popper, CH, FRS, 1902년 7월 28일 ~ 1994년 9월 17일)은 오스트리아에서 태어난 영국의 철학자로, 런던 정치경제대학교(LSE)의 교수를 역임하였다.
20세기 가장 영향력 있었던 과학 철학자로 꼽히고 있으며, 과학 철학 뿐 아니라 사회 및 정치 철학 분야에서도 많은 저술을 남겼다. 고전적인 관찰-귀납의 과학 방법론을 거부하고, 과학자가 개별적으로 제시한 가설을 경험적인 증거가 결정적으로 반증하는 방법을 통해 과학이 발전함을 주장하였다.

## 생애

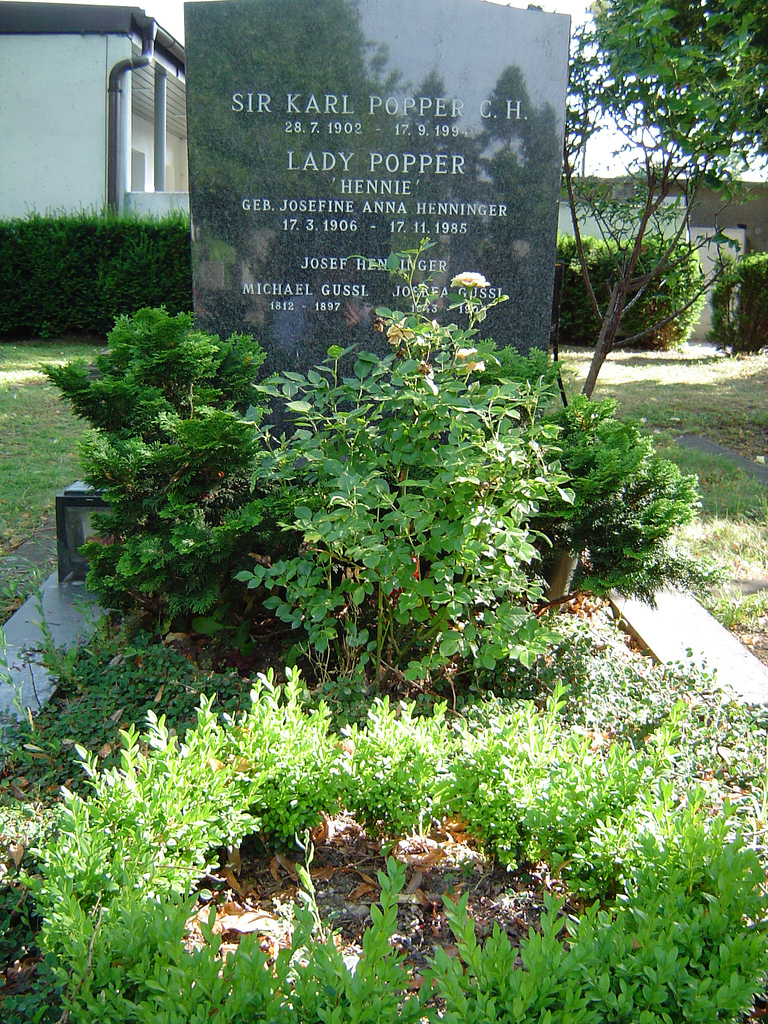
칼 포퍼의 무덤, 오스트리아 빈

포퍼는 1902년 오스트리아 헝가리 제국의 빈에서 카를 라이문트 포퍼(독일어: Karl Raimund Popper)라는 이름으로 태어났다. 그의 부모는 개신교로 개종한 유대 혈통의 중산층이었다. 그러나, 포퍼는 생애 내내 인종이나 혈통에 의해 사람을 분류하는 것을 반대하였으며, 자신도 스스로 유대인으로 분류되는 것을 거부했다. 그는 나치즘에 대해서도 시오니즘에 대해서도 모두 반대하였다. 포퍼는 부모로부터 루터교 신앙을 물려받았으며 빈 대학교를 수료했다. 아버지는 변호사였지만 집안 형편이 그렇게 넉넉하지는 못했다. 그의 아버지는 장서 수집가였으며 12,000 ~ 14,000 권 가량의 책을 개인 서고에 모았다. 포퍼는 아버지로부터 책들과 함께 도서 수집벽도 함께 물려받았다.
1919년 포퍼는 마르크스주의에 경도되어 학생 사회주의 협회에 가입하였으며 오스트리아 사회민주당의 당원이 되었다. 그러나 얼마 후 포퍼는 마르크스주의의 역사유물론에 회의를 품게 되어 탈당하였으며 이후 사회자유주의를 지지하였다.
그는 1928년 심리학 박사 학위를 획득하였으며 1934년 첫 저서 《과학적 발견의 논리》를 출간하였다. 그는 이 책에서 심리주의, 자연주의, 귀납론, 논리실증주의 등에 대한 자신의 비판을 서술하였다.
1937년 나치의 준동과 오스트리아 병합으로 인해 포퍼는 뉴질랜드로 이민하여 캔터베리 대학교의 철학 강사가 되었다. 1945년에 《열린 사회와 그 적들, The Open Society and It's Enemies》을 출판하여 전체주의를 비판했다. 전쟁이 끝나자 1946년 영국으로 건너가 런던 대학교의 런던 정치경제대학(LSE)에서 논리학 및 과학적 방법론을 강의하였다. 1949년 교수에 임용되었으며, 1976년 런던 왕립 학회의 회원으로 선출되었다. 포퍼는 세속적 휴머니즘 협회의 회원이었으며 스스로를 불가지론자이기는 하나 기독교와 유대교의 도덕적 전통을 존중하는 사람이라 밝혔다.

## 포퍼의 반증주의
포퍼는 "귀납이 아닌 연역만으로 과학을 할 수 있는 방법"으로 반증 가능성을 소개했다. 반증이란 다음과 같은 것이다. 원앙새가 알을 낳았다고 하자. 그리고 '새는 알을 낳는다'라는 가설을 세웠다고 하자. 그런데 어떤 다른 새가 알을 낳지 않는 걸 발견했다고 하면 가설이 '반증'된다. 포퍼는 '과학적 진술'인지 아닌지에 대해 판단할 때, 어떤 가설이 반증될 수 있는가 없는가를 보면 된다고 했다. 반증이 가능하다면 그것은 과학적인 진술이다. 이는 그 진술이 틀렸는가 맞는가를 판단하는 것이 아니라 반증 가능하냐 아니냐를 따지는 것이다.
포퍼의 반증주의는 귀납주의의 한계를 극복하였지만 반증사례를 무시하고 연구하여 성공한 해왕성 발견의 사례, 음파의 속도 문제 해결의 사례 등은 반증주의의 한계를 느끼게 만들었다. 다른 반증주의의 한계 사례 중엔 '동전의 앞면이 나올 확률은 절반이다.'와 같은 문장이 있다. 이는 수학적으로는 옳은 문장이지만, 반증하기는 불가능하다. 그럼에도 불구하고 과학적인 진술로써 사용된다. 또다른 사례로는 만유인력 법칙이 있다. 이것은 현재로써는 반증이 불가능하지만, 과학적인 사실로 받아들여지고 있다.

## 포퍼의 과학관

### 포퍼와 논리 실증주의
포퍼는 인식론과 과학철학에서 두 가지 근본 문제라고 생각한 "구획 기준의 문제"와 "귀납의 문제"를 모두 해결했다. 그는 빈 학파의 학자들과 입장이 달랐다. 그는 실증주의자로 불리는 것을 좋아하지 않았다. 포퍼는 자신의 자서전에서 자신의 입장이 논리실증주의자들의 철학에 영향을 주었다고 주장을 하였다. 과학철학자로서 포퍼의 명성을 높여준 《탐구의 논리》에서 그는 논리실증주의의 학문적 노선에 대해서 동의하지 않았다. 노이라트는 포퍼를 논리실증주의의 '공식적 반대자'라고 불렀다. 포퍼는 귀납의 이념과 검증 사이에는 실제적인 차이가 없으며, 과학은 귀납적이 아니며, 귀납은 흄이 그 정체를 폭로한 하나의 신화에 불과하다고 생각하기 때문이다. 논리실증주의는 검증가능성을 의미 기준으로 내세워 검증불가능한 언명을 무의미한 언명으로 분류하였다. 그들은 이 기준을 사용하여 과학은 의미 있는 언명으로, 형이상학이나 윤리학의 명제들은 무의미한 언명으로 분류하려고 하였다. 경험적인 내용을 담고 있는 명제 가운데 과학적인 언명만이 검증가능한 언명이기 때문에 유의미하다는 관점이다. 포퍼는 검증주의자들이 받아들이고 있는 논리학의 구조 안에서 이러한 기준을 적용하는 것은 대단히 어렵다는 사실을 지적하였다. 과학 법칙은 보편 언명이고 이 언명이 언급하는 영역은 시공간적으로 무한하기 때문이다. 보편 언명을 지지하는 언명을 아무리 많이 모은다 하더라도 그 언명들은 검증을 위해서는 충분하지 못하다. 자연 법칙은 보편 언명이며, 관찰 결과를 보고하는 언명은 단칭 언명이기 때문에 무수히 많은 단칭 언명을 수집하였다고 할지라도 보편 언명이 논리적으로 정당하다고 할 수 없다. 포퍼는 검증가능성 대신에 반증가능성을 제시하였다. 가설은 단칭 언명에 의해 검증될 수는 없지만 반증될 수는 있다는 점에 착안한 것이다. "희지 않은 한 마리의 백조"를 관찰하였다면 "모든 백조는 희다"는 언명은 거짓이 된다. 포퍼는 '반증가능성'을 과학과 과학 아닌 것을 구분하는 구획기준으로 제시하였다. 그의 구획 기준은 의미 기준이 아니라 단지 과학과 비과학을 구분짓는 기준이다. 포퍼는 논리실증주의의 의미 기준은 귀납적 과학관의 연장이라고 보고 귀납법에 대한 비판과 동일한 맥락에서 그것을 비판한다. 논리실증주의는 흄이 제기한 '귀납의 문제'를 받아들이지만 여전히 귀납법이 과학의 방법으로 유용하다고 믿기 때문에 귀납법의 전통 위에 있다고 볼 수 있기 때문이다.

### 반귀납주의
포퍼의 관점에 따르면 과학자들의 과제는 가설을 제시하고 테스트하는 것이다. 이러한 과정에 대한 연구가 '과학적 발견의 논리' 곧 '과학의 방법'에 대한 연구이며, 과학적 지식의 성장에 대한 연구이다. 이 문제는 '과학이 무엇이며', "경험 과학에 속한 언명(이론들, 가설들)과 다른 언명 특히 사이비 과학적 언명, 전과학적 언명, 형이상학적 언명, 수학과 논리학의 언명을 구별하는 기준"인 구획 기준의 문제와 밀접히 연결되어 있다. 포퍼는 이러한 물음에 대해 모범 답안을 제시해 온 전통적인 귀납주의 과학관을 전면적으로 부정하면서 자신의 논의를 시작한다. 포퍼에 따르면 귀납주의 과학관은 과학을 '귀납적 방법'은 하나의 신화에 불과하며 과학자들은 귀납적 방법을 전혀 사용하지 않을 뿐만 아니라 귀납적 방법은 많은 논리적 문제를 안고 있기 때문에 결코 정당한 방법이 될 수 없다는 사실이 밝혀지게 되었다. 과학자들과 일반인들이 과학의 징표로 생각해온 귀납적 방법을 과감하게 부정하고 완전히 새로운 눈으로 과학을 해석할 수 있는 통찰을 부여한 개념이 바로 '반증가능성'이다. 반증가능성은 포퍼 철학에서 가장 핵심적인 개념이다. 포퍼는 '반증가능성'이라는 개념을 사용하여 그가 인식론의 근본 문제로 설정한 '귀납의 문제'와 '구획 기준의 문제'를 해결하고 추측과 반박을 새로운 과학의 방법으로 제시하였다. 과학은 추측과 반박을 통해 끊임없이 진리에 접근한다는 지식의 성장 이론은 반증주의 과학 이론의 당연한 결론이라 할 수 있다.

### 구획 기준의 문제
과학과 비과학을 구별할 수 있는 기준의 문제가 '구획 기준의 문제'이다. 포퍼는 한 명제가 반증가능한 경우 그 명제는 경험 과학에 속한다고 말한다. 그러나 이 문제는 진리의 문제와 무관하다. 그는 "구획의 문제는 더욱더 중요한 문제인 진리의 문제와 구별된다. 거짓으로 밝혀진 이론도 거짓으로 밝혀졌음에도 불구하고 경험적 가설, 과학적 가설의 성격을 지닐 수 있다."라고 하였다. 반증가능성은 가설이 진리인가 그렇지 않은가와는 무관하다. 포퍼는 반증가능성은 논리적 반증가능성임을 강조하고 있다. 반증가능성은 명제의 논리적 구조와 관계가 있을 뿐이다. 구획 기준으로서 반증가능성은 반증이 실제로 행해질 수 있거나 혹은 행해지는 경우 반증이 아무런 문제가 없어야 한다는 사실을 의미하지는 않는다. 그는 "나의 기준에 따르면 한 언명 혹은 이론은 적어도 하나의 잠재적 반증가능자 곧 적어도 그 언명과 논리적으로 상충할 수 있는 가능한 기초 언명이 존재하는 경우 오직 그러한 경우에 한해서 반증가능하다. 관련된 기초 언명이 참임을 요구하지 않는 것이 대단히 중요하다."고 말한다. "모든 백조가 희다."와 같은 명제는 반증가능하다. 희지 않은 백조가 존재할 수 있기 때문이다. 그러나 "모든 인간의 행동은 자기 이익에서 나온 이기적 행동이다."와 같은 언명은 반증이 불가능하다. 이러한 주장은 심리학, 지식 사회학, 종교학에서 널리 주장되고 있지만, 어떤 이타적인 행동도 그 행동 뒤에는 이기적 동기가 존재한다는 견해를 반박할 수 없기 때문이다. 포퍼는 반증가능성에 의해 과학과 비과학을 구별할 수 있다고 주장하였다. 과학과 과학이 아닌 것을 구별할 수 있는 기준이 있다면 이 기준을 사용하여 우리는 과학과 사이비 과학을 구별할 수 있기 때문에 포퍼의 이러한 제안은 대단히 매력적이다. 과학을 높이 평가하는 시대 정신에 편승하여 저마다 자신의 주장이 과학적이라 주장하는 상황에서 구획 기준이 있다면 이것을 사용하여 사이비 과학의 기만을 폭로할 수 있기 때문이다. 포퍼가 구획 기준에 관심을 갖게 된 배경에도 이러한 의도가 도사리고 있었다. 그 당시 과학을 표방하고 나온 정신분석학과 마르크스주의가 비과학적임을 입증하려는 의도를 가지고 있었다. 그는 이 두 이론에 대해 어느 정도 적대감을 가지고 있었다. 아들러주의자들은 순종하는 아들과 반항하는 아들 모두를 오이디푸스 콤플렉스로 설명하려고 하였다. 포퍼는 아들러의 이론은 반증불가능하기 때문에 비과학적이라는 결론을 내렸다. 마르크스주의도 이와 상황이 조금 다르긴 하지만 여전히 비과학으로 분류될 수밖에 없다. 마르크스는 많은 예측을 하였지만 그 예측은 맞지 않았다. 그럼에도 불구하고 마르크스주의자들은 결정적인 반증을 피하면서 변명을 늘어놓았다. 포퍼는 과학으로 위장하여 학문적인 위상을 높이려 한 이론들의 정체를 폭로하였다.

### 합리주의
포퍼는 과학의 합리성의 근거를 비판과 토론에서 찾음으로써 합리성의 개념을 바꾸어 놓았다. 포퍼의 합리성에 대한 새로운 개념은 과학의 영역을 넘어 철학 전반에 확대 적용될 수 있으며, 근본적으로는 철학의 방법이라고도 할 수 있다. 그는 '합리적 태도'와 '비판적 태도'를 동일하게 본다. 철학과 과학에 방법이 존재한다면 그것은 합리적 토론의 방법이며, 이 방법은 "문제를 분명히 진술하고 그에 대해 제출된 다양한 해답들을 비판적으로 검토하는 것이다." 과학 이론은 단지 비판받을 수 있다는 사실에 의해, 비판의 빛 아래에서 수정될 수 있다는 사실에 의해 신화와 구별되고 비과학과 구별된다. 합리주의에 대한 이러한 관점을 그는 '열린 사회'로 응용하여 사회 철학에까지 확대하였다. 비판과 토론의 방법은 폭력이 아닌 이성을 통해 우리가 더 살기 좋은 사회를 만들어 갈 수 있다는 점진적 사회 공학의 이론적 근거가 된다. 포퍼는 "과학 또는 철학으로 나아가는 길은 하나뿐이다. 문제와 만나고, 그 아름다움을 찾아내고, 그 문제와 사랑에 빠져라.만일 더 매혹적인 문제와 만나게 되지 않거나 그 문제가 해결되지 않았다면, 죽음이 그 문제와 당신을 갈라놓을 때까지 그 문제와 결혼하고 행복하게 살아라."고 하였다. 주례사같은 이 말은 철학과 과학에 대한 그의 생각의 핵심을 잘 보여주고 있다.

### 포퍼가 말하는 합리주의
포퍼가 말하는 합리주의란 데카르트 같은 철학 이론을 말하는 것이 아니다. '인간은 철저하게 이성적인 존재'라는 근대적이고 신화적인 주장을 하는 것은 더더욱 아니다. 내가 이성이나 합리주의를 논할 때는 오직, 우리가 우리 자신의 실수와 오류에 대한 타인의 비판을 통해, 그리고 나아가 자기비판을 통해 '학습'을 할 수 있다는 믿음을 이야기하는 것이다. 합리주의자는 한 마디로, 자신이 옳음을 증명하는 것보다 다른이에 게서 배우는 것을 더 중요하게 여기는 사람이다. 나아가 남의 의견을 무조건 받아들이는 게 아니라 자기 생각에 대한 남의 비판을 쾌히 받아들이고 남의 생각을 신중히 비판함으로써 타인에게서 기꺼이 배울 의향이 있어야 한다. 여기서 중요한 것은 비판, 더 정확히 말하면 '비판적 논의'이다. 이성의 자기비판을 추구한다는 점에서 독일 철학의 칸트적 전통을 수용하며, 프랑크푸르트학파와도 상통한다.
진정한 합리주의자는 자신을 포함한 누구도 진실을 알 수 없다고 생각한다. 그리고 비판만 하고 새로운 관념을 발전시킬 수 있다고도 생각지 않는다. 반면 인간의 관념에 한해서는 오직 비판적 논의만이 찌꺼기에서 낟알을 가려낼 수 있다. 사상의 수용 혹은 거부가 결코 철저하게 이성적인 문제가 될 수 없다. 그러나 한 가지 관념을 다각도에서 검토하고 타당한 판단을 내리는 데 필요한 성숙함은 오직 비판적 논의를 통해서만 얻을 수 있다. 비판적 논의에 대한 분석에는 인간적 측면도 포함된다. 합리주의자들은 비판적 논의가 사람 사이의 유일한 관계가 아니며, 오히려 합리적으로 이루어지는 비판적 논의는 우리 삶에서 매우 드물다는 것을 잘 알고 있다. 그런데도 합리주의자는 비판적 논의의 근본이 되는 주고받기(Give and Take) 태도가 철저히 인간적인 의미가 있다고 본다. 비판적 논의에 임하려면 이성을 가지고 다른 사람들을 대해야 하기 때문이다. 합리적인 비판적 논의 태도는 오직 다른 이들의 비판을 거쳐서만 생길 수 있으며, 다른이들의 비판을 통해서만 자기비판에 이를 수 있다.
합리주의적 태도란 다음과 같다.'내가 틀리고 당신이 옳을 수도 있다. 진리에 가까이 가는 것이 누가 옳은지 그른지 따지는 것보다 더 중요하다는 것을 잊지 않는다는 전제하에, 이 논의가 끝날 때쯤 우리 모두 이 문제를 전보다 더 명확하게 볼 수 있기를 바라자. 이러한 목표를 염두에 둘 때만 우리는 토론에서 자신의 견해를 최대한 옹호할 수 있다.'

## 저서
- 《탐구의 논리, Logik der Forschung》(1934)
- 《열린 사회와 그 적들, The Open Society and Its Enemies》(1945): 전체주의에 대해 비판했다.[5]
- 《역사주의의 빈곤, The Poverty of Historicism》(1957)
- 《과학적 발견의 논리, The Logic of Scientific Discovery》(1959) '1934년에 출판된 탐구의 논리 영어번역(후속작)'
- 《추측과 논박, Conjectures and Refutations: The Growth of Scientific Knowledge》(1963)
- 《객관적 지식: 진화적 접근, Objective Knowledge: An Evolutionary Approach》(1972)
- 《자아와 그 두뇌-상호작용론에 대한 논증, The Self and Its Brain: An Argument for Interactionism》존 에클스(John Carew Eccles) 공저(1977)
- 《끝없는 탐구, Unended Quest》: 포퍼의 자서전

## 서훈
- 1965년 기사작위(Knight Bachelor) 서임
- 1982년 컴패니언 오브 아너(Order of the Companions of Honour, CH)

## 같이 보기
- 진화론적 인식론
- 조지 소로스

## 참고 문헌
- 장대익 (2008). 《과학에는 뭔가 특별한 것이 있다》. 김영사. ISBN 9788934921318.
- 한양대학교 과학철학교육위원회. 〈포퍼, 라카토슈, 파이어아벤트의 과학철학〉. 《인문계 학생을 위한 과학기술의 철학적 이해》 5판. 한양대학교출판부.
- 칼 포퍼. 《삶은 문제해결의 연속이다》.